# Micropsyrassa minima
Micropsyrassa minima är en skalbaggsart som beskrevs av Martins och Chemsak 1966. Micropsyrassa minima ingår i släktet Micropsyrassa och familjen långhorningar.
Artens utbredningsområde är:
- Costa Rica.
- El Salvador.
- Honduras.
- Nicaragua.

Inga underarter finns listade i Catalogue of Life.